# بیمر، نبراسکا
بیمر(به انگلیسی: Beemer) شهری در ایالت نبراسکا کشور ایالات متحده آمریکا است که جمعیت آن در سرشماری سال ۲۰۱۰ میلادی، ۶۷۸ نفر بوده‌است.